# تعاريف الإبادة الجماعية

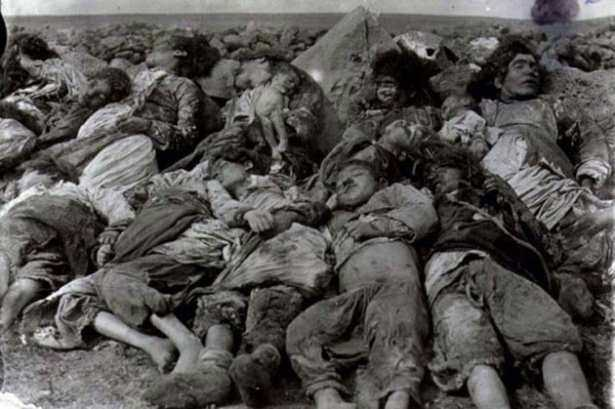
ضحايا إبادة جماعية

يوجد تعريفات قانونية دولية وعلمية لكلمة الإبادة الجماعية. تُصاغ الكلمة من الكلمة اليونانية جينوس والتي تعني المولد أو النوع أو العرق ومن اللاحقة الإنجليزية cide والتي وضعها رافايل ليمكين عام 1944. ومع ذلك، فإن الأصل الدقيق لمصطلح «الإبادة الجماعية» يعود إلى مركب للكلمة اليونانية القديمة γένος (المولد، أو الجنس، أو النوع)، والكلمة اللاتينية gēns (القبيلة، العشيرة)، والكلمة اللاتينية كايدو (قص، قتل).
في حين أن هناك تعاريف مختلفة للمصطلح، فإن معظم هيئات القانون الدولية، حسمت التعريف وذلك وفقًا لاتفاقية «منع جريمة الإبادة الجماعية والمعاقبة عليها». عادة ما يعتبر غالبية علماء الإبادة الجماعية هذا التعريف وغيره من التعاريف «نية للتدمير» كشرط لتصنيف أي فعل بالإبادة الجماعية. هناك أيضًا اتفاق متزايد على إدراج معيار التدمير المادي. صرح كورت جوناسون وكارين بيورنسون في عام 1998  بأن «اتفاقية منع جريمة الإبادة الجماعية والمعاقبة عليها» كانت أداة قانونية نتجت عن حل دبلوماسي. على هذا النحو، لا يُقصد من صياغة المعاهدة أن تكون تعريفًا مناسبًا كأداة بحث، وعلى الرغم من أنها تُستخدم لهذا الغرض، إذ إنها تتمتع بمصداقية قانونية دولية يفتقر إليها الآخرون، فقد وُضعت أيضًا تعريفات أخرى. يواصل جوناسون وبيورنسون القول إنه لأسباب مختلفة، لم تحظ أي من هذه التعريفات البديلة بدعم واسع النطاق.
- رافائيل ليمكين، قاضي يهودي بولندي (1944): نعني بـ «الإبادة الجماعية» تدمير جماعة عرقية معينة.. بشكل عام، لا تعني الإبادة الجماعية بالضرورة التدمير الفوري للشعب، إلا عندما يتم ذلك عن طريق القتل الجماعي لجميع الأفراد مرة واحدة. الغرض منها هو الإشارة إلى خطة منسقة لمختلف الإجراءات التي تهدف إلى تدمير الأسس الأساسية لحياة المجموعات الوطنية، بهدف القضاء على المجموعات نفسها.
- إحصاء رقم 3 من لائحة اتهام القادة النازيين الـ 24 في محاكمات نورمبرغ (1945):  قام (المتهمون) بالإبادة الجماعية المتعمدة والمنهجية -أي إبادة الجماعات العرقية والقومية- ضد السكان المدنيين في بعض الأراضي المحتلة من أجل تدمير أعراق وطبقات معينة من الناس، والجماعات القومية أو العرقية أو الدينية، لا سيما اليهود والبولنديين والغجر وغيرهم.
- رافائيل ليمكين (1946): يجب الاعتراف بجريمة الإبادة الجماعية على أنها مؤامرة لإبادة الجماعات القومية أو الدينية أو العرقية. قد تتألف الأفعال العلنية لمثل هذه المؤامرة من هجمات ضد حياة أو حرية أو ممتلكات أعضاء هذه الجماعات لمجرد انتمائهم إلى هذه الجماعات. قد تكون صياغة الجريمة على النحو التالي: «كل من يقوم، أثناء مشاركته في مؤامرة لتدمير جماعة قومية أو عرقية أو دينية، بشن هجوم على حياة أو حرية أو ممتلكات أفراد هذه الجماعات يكون مذنباً بجريمة الإبادة الجماعية».
- قرار الجمعية العامة للأمم المتحدة رقم 96 / 11 ديسمبر (1946): الإبادة الجماعية هي إنكار لحق وجود مجموعات بشرية بأكملها، لأن القتل هو إنكار حق الفرد في العيش، إن هذا الحرمان من حق الوجود يصدم ضمير البشرية، ويتعارض مع القانون الأخلاقي وروح الأمم المتحدة وأهدافها، لذلك، تؤكد الجمعية العامة على أن الإبادة الجماعية هي جريمة بموجب القانون الدولي، سواء ارتكبت الجريمة لأسباب دينية أو عنصرية أو سياسية أو لأي سبب آخر.
- اعتمدت الجمعية العامة للأمم المتحدة اتفاقية منع جريمة الإبادة الجماعية والمعاقبة عليها في 9 ديسمبر 1948 ودخلت حيز التنفيذ في 12 يناير 1951 (القرار 260 (III)). المادة 2 (1948): أي من الأفعال التالية المرتكبة بنية تدمير مجموعة قومية أو إثنية أو عرقية أو دينية، كليًا أو جزئيًا، مثال: قتل أفراد المجموعة، إلحاق ضرر جسدي أو عقلي خطير بأفراد المجموعة، إلحاق الضرر المتعمد بظروف حياة الجماعة، التدبير لإحداث تدمير مادي كلي أو جزئي، فرض تدابير تهدف إلى منع الولادات داخل المجموعة، ونقل أطفال المجموعة بالقوة إلى مجموعة أخرى.
- بيتر ن. دروست، أستاذ قانون هولندي (1959): الإبادة الجماعية هي التدمير المتعمد للحياة المادية للفرد من البشر بسبب عضويته في أي جماعة بشرية على سبيل المثال.
- فاهن دادريان، عالم اجتماع أرماني (1975): الإبادة الجماعية هي المحاولة الناجحة التي تقوم بها مجموعة مهيمنة، مخولة بسلطة رسمية و/ أو مع إمكانية الوصول إلى الموارد الإجمالية للسلطة، لتقليل عدد جماعة أقلية والقضاء على إرادتهم عن طريق الإكراه والعنف  والقتل.
- إيرفينغ لويس هورويتز، عالم اجتماع (1976): «الإبادة الجماعية» هي تدمير بنيوي ومنهجي للأشخاص الأبرياء على يد جهاز بيروقراطي حكومي. تمثل الإبادة الجماعية مجهودًا منهجيًا لتصفية السكان الوطنيين، وعادةً ما تكون أقلية، وتعمل كسياسة أساسية لضمان انسجام المواطنين ومشاركتهم.
- ليو كوبر، عالم إبادة جماعية (1981): سأتبع تعريف الإبادة الجماعية الوارد في اتفاقية الأمم المتحدة. وهذا لا يعني أنني أتفق مع التعريف. على عكس  ذلك، أعتقد أن هناك إغفالًا كبيرًا في استثناء المجموعات السياسية من قائمة المجموعات المحمية. في العالم المعاصر، تعد الاختلافات السياسية أساسًا مهمًا للذبح والإبادة مثلها مثل الاختلافات العرقية أو القومية أو الإثنية أو الدينية. ثم أيضًا، فإن الإبادة الجماعية ضد المجموعات العرقية أو القومية أو الإثنية أو الدينية هي عمومًا نتيجة للصراع السياسي أو ترتبط ارتباطًا وثيقًا به. ومع ذلك، لا أعتقد أنه من المفيد وضع تعريفات جديدة للإبادة الجماعية، عندما يكون هناك تعريف معترف به دوليًا واتفاقية إبادة جماعية قد تصبح أساسًا لبعض الإجراءات الفعالة، مهما كانت الفكرة الأساسية محدودة. ولكن نظرًا إلى أن ذلك سيؤدي إلى إبطال التحليل لاستبعاد المجموعات السياسية، فسأشير بحرية، إلى أعمال التصفية أو الإبادة ضدهم.
- جاك نوسان بورتر، عالم اجتماع أمريكي أوكراني (1982): الإبادة الجماعية هي التدمير المتعمد، كليًا أو جزئيًا، من قبل الحكومة أو عملائها، لأقلية عرقية أو جنسية أو دينية أو قبلية أو سياسية. لا يشمل التعريف القتل الجماعي فحسب، بل يشمل أيضًا المجاعة والترحيل القسري والإخضاع السياسي والاقتصادي والبيولوجي. تنطوي الإبادة الجماعية على ثلاثة عناصر رئيسية: الإيديولوجيا والتكنولوجيا والبيروقراطية /التنظيم.
- يهودا باور، مؤرخ إسرائيلي وباحث في تاريخ محرقة اليهود (1984): «الإبادة الجماعية» هي التدمير المخطط له، منذ منتصف القرن التاسع عشر، لمجموعة عرقية أو قومية عن طريق الوسائل التالية: (أ) القتل الجماعي الانتقائي للنخبة أو لمجموعات معينة من السكان، (ب) القضاء على الثقافة القومية (العرقية والإثنية) والحياة الدينية بقصد «التجريد من الجنسية»، (ج) الاستعباد، مع نفس الهدف، (د) تدمير الحياة الاقتصادية الوطنية (العرقية، الإثنية)، مع نفس القصد، (هـ) الإبادة البيولوجية من خلال اختطاف الأطفال، أو منع الحياة الأسرية الطبيعية، بنفس القصد... «المحرقة» هي الإبادة الجسدية المخطط لها لأسباب أيديولوجية أو دينية زائفة، لجميع أفراد جماعة قومية أو إثنية أو عرقية.
- توني برتا، مؤرخ (1987): إن تصوري لمجتمع الإبادة الجماعية -على أنه متميز عن حالة الإبادة الجماعية- هو مفهوم يوجه فيه الجهاز البيروقراطي رسميًا لحماية الأبرياء، ولكن مع ذلك يخضع كل عرق، لضغوط لا هوادة فيها من التدمير متأصلة في طبيعة المجتمع.